# 碧赫拉·维塔拉
碧赫拉·维塔拉（芬蘭語：Pihla Viitala，1982年9月30日—），又译为費拉·維塔拉，芬蘭女演员。曾在赫爾辛基戲劇學院學習表演。